# Aviației
Cartierul Aviației este un mic cartier situat în nord-estul sectorului 1 al Bucureștiului    construit după 1980, format din blocuri cu 3 și 4 etaje. Înainte de 1980, în această zonă existau numai case, care au fost dărâmate pentru a face loc blocurilor. Nicolae Ceaușescu dorea ca în acest cartier să locuiască personal din cadrul armatei, poliției și aviației.

## Instituții de interes public și spații de birouri
- Școala Gimnazială "Herăstrău" - Strada Borșa
- Piața Aurel Vlaicu - situată în vecinătatea școlii. Această piață a fost inaugurată pe 9 aprilie 2004, de primarul Vasile Gherasim. Aceasta are o suprafață totală de 320 mp. Valoarea totală a investiției se ridică la peste 4 miliarde lei vechi. Piața dispune de parcare auto și de un loc de joacă pentru copii. În incinta pieței se mai găsește și o casierie a Direcției de Impozite și Taxe Locale a sectorului 1, unde locuitorii acestui cartier să poată plăti impozitele.
- Oficiul Poștal Nr. 52
- Oracle Tower - (fost Floreasca Tower) este o clădire de birouri (clasa A) tip turn de 13 etaje cu o suprafață totală de 7.600 mp și a fost inaugurată în decembrie 2005. În această clădire turn își are sediul filiala românească a companiei Oracle, unul dintre cei mai importanți furnizori de software din lume. Compania a închiriat aproximativ 7.000 mp (de la etajul 2 la 13)
- AVAS (Autoritatea pentru Valorificarea Activelor Statului)
- Muzeul Aviației
- Ambasada Republicii Populare Chineze

## Dezvoltarea cartierului
În ultimii ani, în această zonă a orașului au apărut numeroase clădiri de birouri, sedii de bănci. În 2008, s-a început construcția complexului Floreasca City Center, din care va face parte o clădire de birouri de 37 de etaje. Această dezvoltare a condus la îngreunarea traficului rutier și a obligat autoritățile să introducă un sistem de  fluidizare a circulației. Astfel mai multe străzi au devenit cu sens unic.

## Mijloace de transport
- Linii STB: 
  - Autobuz: Linia 135, 112, 243, 301, 330, 343, 416, 449, 450, 459, 488, 605
- Tramvai: Linia 5, 36, 41
- Metrou : M2 (Stația Aurel Vlaicu)

## Limite
- La nord - Cartierul Băneasa
- La est - Cartierul/Platforma Pipera
- La sud - Cartierul Floreasca, Parcul Bordei
- La vest - Parcul Herăstrău

## Descriere
Blocurile sunt mici, avand 3 respectiv 4 etaje și întinzându-se pe suprafețe relativ mici. În nord se află cartierul Băneasa. Principalele străzi importante din acest cartier sunt: Barbu Văcărescu, Nicolae Caramfil, Șoseaua Pipera și strada Cpt. Av. Alexandru Șerbănescu.